# Heerestechnik
Heerestechnik – Monatsschrift für alle technischen Fragen des Reichsheeres war von 1923 bis 1931 eine deutsche Fachzeitschrift für Wehrtechnik. Sie erschien im Verlag Offene Worte in Berlin-Charlottenburg. Am 1. April 1931 wurde sie mit der Artilleristischen Rundschau zur Zeitschrift Wehr und Waffen vereinigt.